# Subregió del Cávado
Cávado és una subregió estadística portuguesa, part de la Regió Nord i del Districte de Braga. Limita al nord amb Minho-Lima, a l'est amb Alt Trás-os-Montes, al sud amb Ave i amb Grande Porto i a l'oeste amb l'oceà Atlàntic. Àrea: 1.198 km². Població (2001): 393 064.
Comprèn 6 concelhos:
- Amares
- Barcelos
- Braga
- Esposende
- Terras de Bouro
- Vila Verde